# Yellow Flicker Beat
〈Yellow Flicker Beat〉는 뉴질랜드의 싱어송라이터 로드가 2014년 9월 29일에 발매한 노래로, 리퍼블릭 레코드에서 발매한 《The Hunger Games: Mockingjay, Part 1》의 리드 싱글이다. 로드와 조엘 리틀이 곡을 만들었고, 리틀과 폴 엡워스가 프로듀싱하였다. 신시사이저, 드럼, 보컬 샘플 등이 사용된 아트 팝이자 일렉트로팝 미니멀 음악이다. 음악 평론가들은 이 노래의 연주 스타일을 로드의 2013년 첫 정규 음반 《Pure Heroine》의 작업물과 비교했다. 노래의 가사는 디스토피아 3부작 소설인 헝거 게임의 등장인물 캣니스 에버딘에 관해 다루고 있다.
음악 평론가들은 전작보다 성숙해진 〈Yellow Flicker Beat〉의 가사를 호평했다. 상업적으로 미국 빌보드 핫 100에서 34위에 올랐고 호주, 캐나다, 뉴질랜드를 비롯한 여러 국가의 싱글 차트에 진입했다. 2014년 11월 7일, 에밀리 카이 복이 감독한 노래의 뮤직 비디오가 공개되었으며, 4일 후에는 로드와 카니예 웨스트가 공동 제작한 〈Flicker (Kanye West Rework)〉라는 제목의 리믹스가 공개됐다. 로드는 2014년 11월 23일에 열린 2014 아메리칸 뮤직 어워드에서 노래를 공연다. 이 노래는 골든 글로브상 최우수 주제가상과 크리틱스 초이스 영화상 최우수 노래상 부문에 후보로 올랐다.

## 음악 및 발매

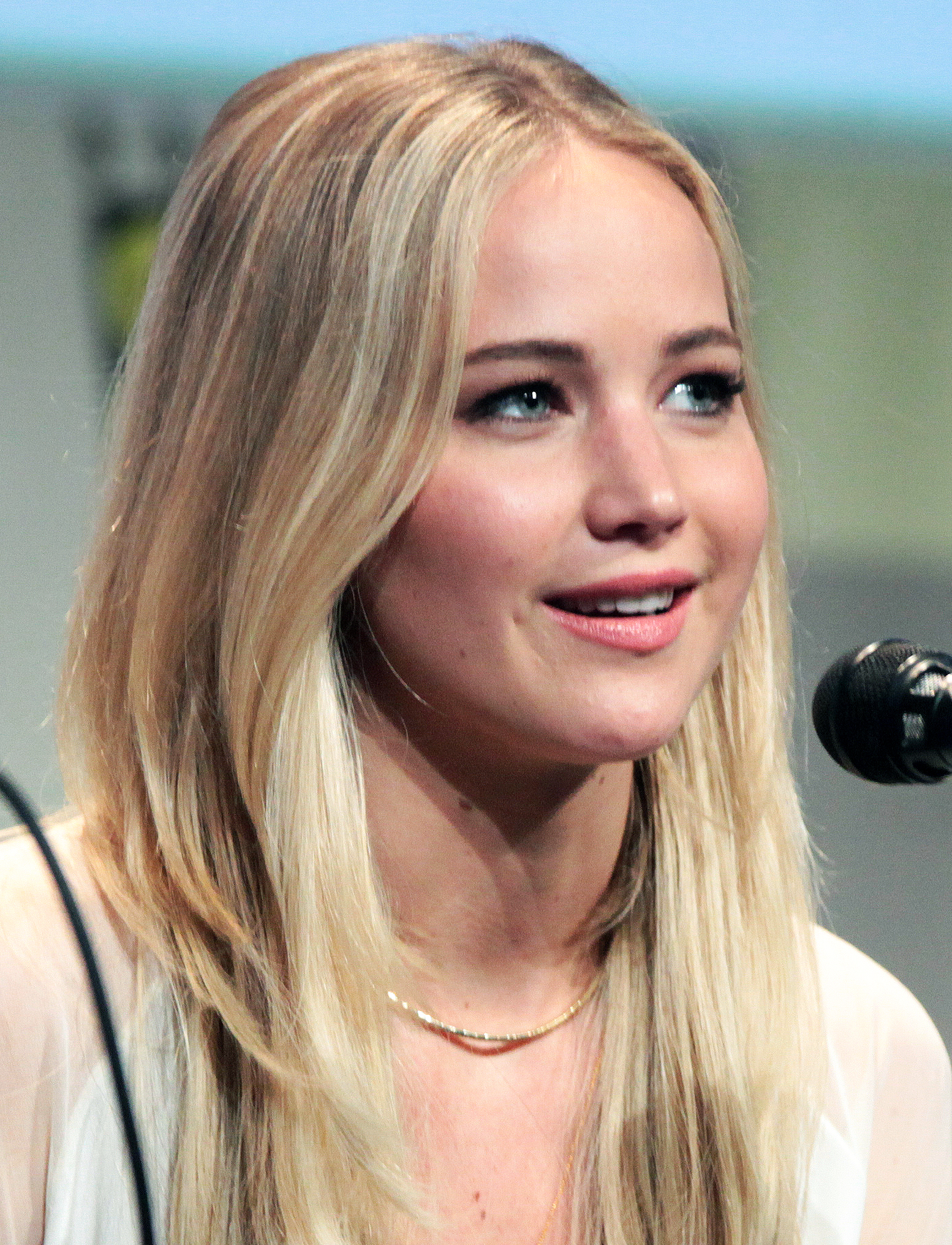
〈Yellow Flicker Beat〉는 제니퍼 로렌스가 연기한 헝거 게임의 주인공 캣니스 에버딘에 관한 노래이다.

〈Yellow Flicker Beat〉는 로드(본명인 엘라 옐리치오코너로 크레딧에 표기)와 조엘 리틀이 노래를 만들었고 리틀과 폴 엡워스가 프로듀싱했다. Musicnotes.com에 게시된 악보에 따르면 노래는 A단조 키로 작곡되었으며, Am–Dm–Am–E의 코드 진행과 흔한 박자표를 가지고 있다. 노래는 분당 96비트이며, 로드의 보컬은 E♭3 에서 E♭5까지 있다. 〈Yellow Flicker Beat〉는 일렉트로팝이자 아트 팝 노래로, 신시사이저, 드럼, 보컬 샘플이 사용된 미니멀 음악이다.
노래의 가사는 디스토피아 3부작 소설인 헝거 게임의 주인공인 캣니스 에버딘에 관한 노래이다. 느리고도 절제된 방식으로 시작하는 노래는 "I'm a princess cut from marble / smoother than a storm"과 같이 "고통에 감동"하는 가사를 특징으로 한다. 드럼이 시작되면서 로드는 "This is the start"라고 노래한다. 주엘은 이 가사가 "또한 무언가의 끝의 시작"이라고 의견을 밝혔다. 칼리는 "The scars that mark my body / THey're silver and gold"와 "My blood is a flood of rubies, precious stones"라는 가사가 로드의 "더 성숙한 가사를 향한 큰 발걸음"을 보여준다고 언급했다. 음악 평론가들은 노래의 프로덕션을 로드의 2013년 첫 정규 음반 《Pure Heroine》에서의 음악과 비교했다.
2014년 7월 31일, 로드가 출판사의 추천을 받아 《헝거게임: 모킹제이 파트 1》 (2014)의 사운드트랙 큐레이터를 맡을 것이라고 발표했다. 2014년 9월 23일, 로드는 〈Yellow Flicker Beat〉라는 제목의 노래가 2014년 9월 29일에 발매될 것이라고 발표했다. 〈Yellow Flicker Beat〉는 2014년 8월 28일과 29일에 뉴저지주 애즈베리파크에 있는 레이크하우스 레코딩 스튜디오에서 녹음되었다. 노래의 엔지니어링은 맷 위긴스와 에릭 케이스 로메로가 맡았다. 노래는 2014년 9월 29일 리퍼블릭 레코드를 통해 전 세계 아이튠즈 스토어에 디지털로 발매되었다. 같은 날, 이탈리아의 컨템포러리 히트 라디오와 미국 어덜트 앨범 얼터너티브 (AAA), 모던 록 방송국에도 보내졌다.

## 평가
〈Yellow Flicker Beat〉는 음악 평론가로부터 대체로 긍정적인 평가를 받았다. 스핀에 글을 기고한 칼리는 노래의 은유적이고 성숙한 가사를 호평했다. 롤링 스톤의 작가 라이언 리드는 이 트랙의 프로덕션을 칭찬하며 "17세의 음악적 영역에 편안하게 들어맞는다"고 썼다. 빌보드 편집자 스티븐 J. 호로위츠는 로드의 보컬이 노래의 "신스에 얼룩진 비트"를 잘 보완한다고 의견을 밝히며 별 5개 중 3.5개로 평가했다. 반대로 뉴질랜드 헤럴드의 크리스 슐츠는 〈Yellow Flicker Beat〉가 로드의 이전 음반과 너무 비슷하게 들리며, 매력적인 후렴구와 코러스가 부족하다는 점을 지적했다. 슐츠의 발언에 공감하며 헤럴드의 리디아 젠킨 또한 곡의 사운드는 로드의 초기 작품을 연상시키지만 여전히 "캣니스 에버딘을 완벽하게 음악적으로 묘사"했다고 언급했다. 〈Yellow Flicker Beat〉는 제 72회 골든 글로브상 최우수 주제가상 부문과 제 20회 크리틱스 초이스 영화상에서 최우수 노래상 후보로 올랐다. 또한 호주의 얼터너티브 음악 방송국 트리플 J에서 2014년 최고의 노래 18위에 올랐다.

## 상업적 성과
미국에서 〈Yellow Flicker Beat〉는 빌보드 얼터너티브 송 차트에서 17위로 데뷔했다. 이로 인해 로드는 1995년 줄리아나 햇필드의 〈Universal Heart-Beat〉와 함께 해당 차트에서 가장 높은 순위로 데뷔한 여성 음악가가 되었다. 또한 어덜트 얼터너티브 송 차트에서는 19위에 올랐다. 빌보드 핫 100 차트에서는 34위를 기록했다. 미국 이외에도 오스트레일리아, 캐나다, 아일랜드, 영국 등 다양한 나라의 싱글 차트에 진입했다. 로드의 모국인 뉴질랜드에서는 싱글 차트에서 4위에 오르며 히트곡이 되었다. 또한 뉴질랜드의 리코디드 뮤직 NZ와 오스트레일리아 음반 산업 협회에서 각각 15,000 및 70,000 유닛이 판매되며 플래티넘 인증을 받았다.

## 뮤직 비디오
〈Yellow Flicker Beat〉의 뮤직 비디오는 에밀리 카이 복이 감독했으며, 로드가 18세가 된 2014년 11월 7일 자정(NZDT)에 공개됐다. 로드는 "Pure Heroine Tour"의 오프닝 밴드인 매지컬 클라우즈의 프런트맨 데번 웰시를 통해 복을 알게 된 후 이메일을 통해 연락했다. 영상은 미국 디자이너 마크 제이콥스와 토미 힐피거의 쇼 사이에 뉴욕 패션 위크 기간 동안 뉴저지주와 뉴욕주의 파크가의 병기창에서 촬영됐다. 로드의 제작팀은 각 세트를 만들고 하루에 비디오를 촬영했다. 비디오의 콘셉트는 미국 여배우 메이 웨스트와 함께한 딕 카벳 쇼의 1976년 인터뷰에서 영감을 얻었다.
영상은 로드가 희미하게 밝은 모텔 방에서 노래하는 장면으로 시작하는데, 텔레비전에는 정전 화면이 나오고 운전자가 없는 자동차가 창문을 향해 달리고 있다. 로드는 흰색 드레스 셔츠, 검은색 슬랙스, 폼파두르 헤어스타일을 하고 있다. 그런 다음 클립은 로드가 화분에 둘러싸인 방에서 카메라에서 시선을 떼고 있는 모습을 보여준다. 카메라는 연기로 가득 찬 어둡고 버려진 길로 옮겨가 가수에게 가로등 하나만 비춘다. 코러스가 시작되면서 십 대 그룹이 원을 형성하고 병기창 안에서 춤추는 로드에게 손전등을 비춘다. 비평가들은 이 부분에 대해 "경련"이나 "마녀 같다"와 같은 단어를 사용했다. 다음 장면에서 로드는 어두운 조명이 켜진 공공 수영장 가장자리에 혼자 앉아 있다. 그 후 칵테일 파티에 도착하여 비평가들이 "초현실적 절벽"이라고 묘사한 곳에 빠진다. 가수는 이 장면을 촬영하면서 발을 다쳤다고 밝혔다. 다음 장면은 그녀가 흰 커튼 옆에서 춤을 추는 모습이다. 영상은 그녀가 버스 정류장 벤치에 혼자 앉아 있는 장면으로 끝나고 카메라는 멀리 움직인다.
이 비디오는 비평가들로부터 긍정적인 평가를 받았다. 컨셉트는 칭찬을 받았지만 영화 장면을 사용하지 않았다는 점을 지적하기도 했다. 영상 연출은 호주 영화 감독 배즈 루어먼과 미국 영화 감독 데이비드 린치의 작품과 비교됐다. 로드의 패션은 미국 음악가 프린스의 패션과 비교됐고, 춤은 스웨덴 가수 로빈과 비슷하다는 평을 받았다. 빌보드의 잭 디온은 영상의 패션 선택을 칭찬하며 "굉장하다"고 말했다. MTV 의 애비 데보라는 로드가 "진정으로 자신만의 모습을 보여주고 있다"고 썼으며, 영상은 이전 영상과 달라진 환영할 만한 변화라고 말했다. 슬랜트 매거진 작가 알렉사 캠프는 영상 속 그녀의 퍼포먼스가 "우아함과 세련미"를 보여준다고 말했다. 칵테일 파티에서 로드와 다른 손님들이 카메라를 향해 미소를 짓는 장면은 1980년 공포 영화 《샤이닝》 엔딩 장면과 비교되었다.

## 라이브 공연

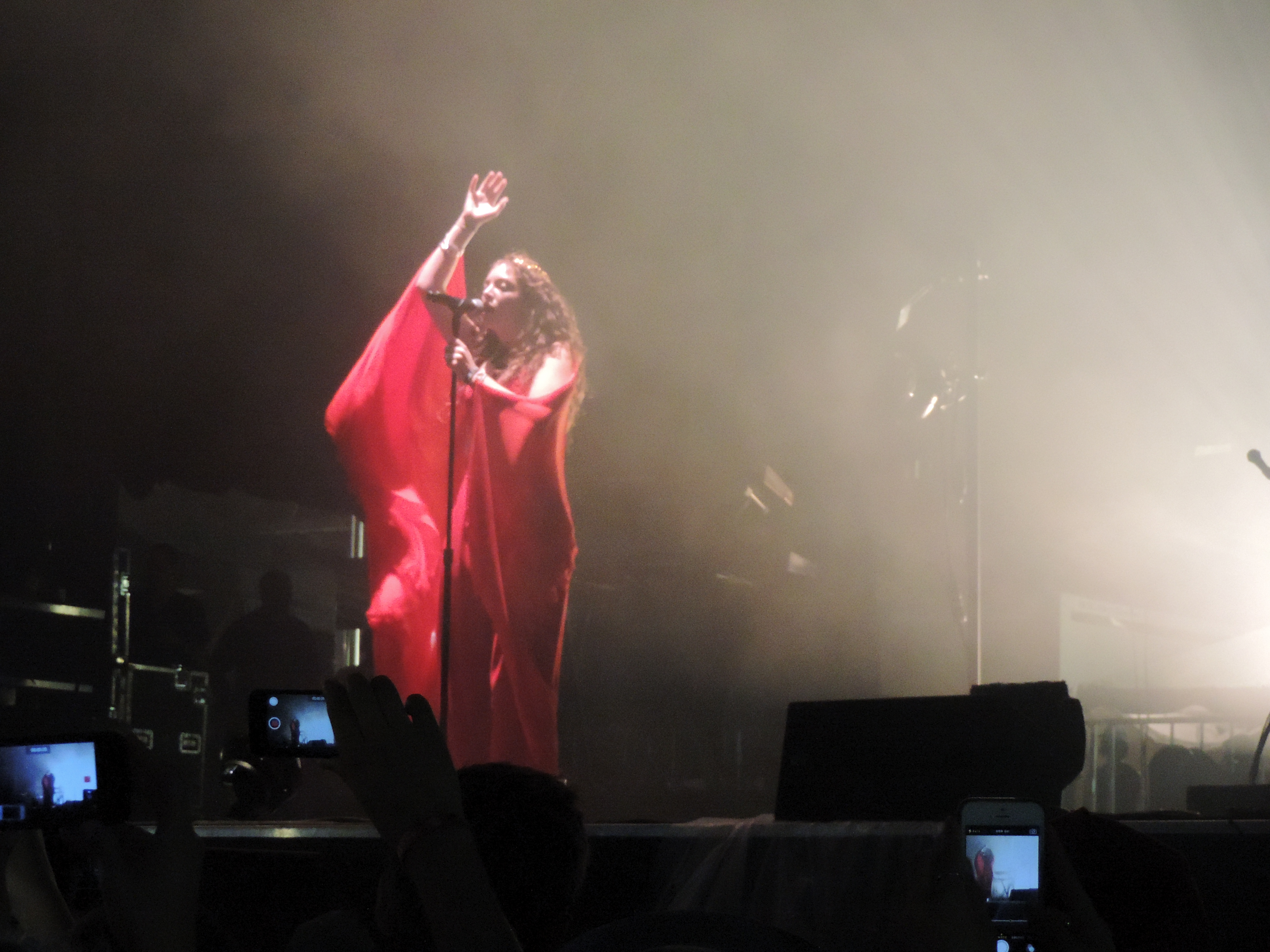
캘리포니아주 버클리에 위치한 허스트 그릭 극장에서 공연하고 있는 로드의 모습 (2014년)

2014년 10월 2일, 로드는 캘리포니아주 버클리에 위치한 허스트 그릭 극장에서 처음으로 〈Yellow Flicker Beat〉를 공연했으며, 그 달 말에는 오스틴 시티 리미츠 페스티벌에서도 노래를 불렀다. 전반적인 공연은 호평을 받았다. 또한 2017년과 2018년 진행된 "Melodrama World Tour" 중 북미 아레나 공연에서도 노래를 불렀다.
로드는 2014년 11월 23일 2014년 아메리칸 뮤직 어워드에서 〈Yellow Flicker Beat〉를 공연했다. 로드는 "주황색 불빛이 켜진 상자" 안에서 노래를 부르며 공연을 시작했고, 노래가 절반쯤 되었을 때 상자가 들어올려지고 흰색 크롭 탑과 검은색 바지를 입은 로드 모습을 드러냈다. 흰색 옷을 입은 댄서들과 함께 공연을 펼친 로드는 무대에서 립스틱을 바르며 공연을 마쳤다. 이 공연에서 로드는 특히 무대 매너에 대해 높은 평가를 받았고, 여러 출판사에서 그날 밤 최고의 공연 중 하나로 언급됐다. 엔터테인먼트 위클리의 마일스 레이머는 공연을 A로 평가하며 이 공연이 "가장 어색한 순간"이었음에도 불구하고 로드가 "상쾌한 이상함을 선사했다"고 평가했다. 롤링 스톤은 로드의 "몸부림과 헤드뱅잉"을 나인 인치 네일스의 1994년 노래 〈March of the Pigs〉의 뮤직 비디오와 비교했으며, 박스 안에서의 모습을 대고 "뛰어나게 친밀하고도 강렬"한 순간이라고 묘사했다.

## 카니예 웨스트 리믹스
로드는 미국의 래퍼 카니예 웨스트가 캘리포니아주 말리부의 스튜디오에서 작업한 〈Flicker (Kanye West Rework)〉라는 제목의 리믹스를 공개했다. 리믹스 또한 사운드트랙에 수록되어 있으며, 트랙은 2014년 11월 11일부터 구매가 가능했다. 로드와 카니예는 2013년 "Later... with Jools Holland"에 출연하며 런던에서 처음 만났다. 협업에 대해 로드는 카니예가 "너무 사적이라 그가 음악을 어떻게 했는지 얘기하는 데 이상함을 느낀다. 심지어 그와 같은 방에 있는 것 만으로도 행운이라고 느꼈다."라고 언급했다.
〈Flicker (Kanye West Rework)〉는 트랩과 앰비언트 노래로 묘사되며, 베이스, 피아노, 전자 드럼 및 신시사이저가 사용되었다. 원곡을 느리게했으며, 합창하는 소리를 추가했지만, 카니예의 보컬은 사용되지 않았다. 일부 평론가들은 노래의 프로듀싱을 카니예의 2013년 음반 《Yeezus》와 비교했다. 인디펜던트의 크리스토퍼 후튼은 "절제되고 아름다운" 작품이라고 평했으며, 스테레오검의 제임스 레티그는 "거창하기만 하고 불길하다"라고 묘사했다. 빌보드의 잭 디온은 카니예의 싱글 〈Clique〉와 〈Runaway〉의 인스트루멘테이션을 언급했다. 스핀은 카니예가 프로듀싱한 노래 중 피처링을 하지 않은 노래 101곡 중 69위로 〈Flicker (Kanye West Rework)〉를 선정했다.

## 트랙 리스트
디지털 다운로드
1. 〈Yellow Flicker Beat〉 – 3:52

카니예 웨스트 리믹스
1. 〈Flicker (Kanye West Rework)〉 – 4:12

## 크레딧 및 참여진
크레딧은 《The Hunger Games: Mockingjay, Part 1 (Original Motion Picture Soundtrack)》과 타이달에서 발췌했다.
녹음 및 매니지먼트
- 녹음: 골든 에이지 스튜디오 (뉴질랜드 오클랜드) 및 레이크 하우스 레코딩 스튜디오 (미국 뉴저지주 애즈베리파크)
- 출판: 소니/ATV 뮤직 퍼블리싱, 송스 뮤직 퍼블리싱

참여진
- 엘라 옐리치오코너 – 리드 보컬, 작사·작곡
- 조엘 리틀 – 프로듀싱, 작사·작곡
- 맷 위긴스 – 믹싱
- 폴 엡워스 – 플듀싱
- 하산 라힘 – 그래픽 디자인